# 47ª Settimana sociale
La 47ª Settimana sociale dei cattolici italiani si è svolta a Torino dal 12 al 15 settembre 2013. Questo evento di riflessione sociale e denominato Settimana sociale dei cattolici italiani ha avuto come tema: "Famiglia, speranza e futuro per la società italiana".